# Andreas Gohl
Andreas Gohl (* 29. Januar 1994 in Bludenz) ist ein österreichischer Freestyle-Skier. Er startet vorrangig in der Halfpipe und bei Slopestyle-Rennen.

## Werdegang
Gohl, der für den Ski-Club Arlberg startet, begann 2006 mit dem Freestyle-Skiing und wurde 2008 Zweiter beim Nachwuchsrennen The North Face Ski Challenge. Es dauerte jedoch drei weitere Jahre bis in den November 2011, bis er erstmals bei den Senioren auf internationaler Ebene im Freestyle-Skiing-Europacup startete. Im Januar 2012 erreichte er dabei erstmals die Top 10. Ein Jahr später reiste er zu den Weltcup-Rennen in Copper Mountain. In der Halfpipe sowie im Slopestyle-Rennen sicherte er sich mit guten Qualifikationsergebnissen einen Startplatz und gab somit am 11. Januar 2013 sein Debüt im Weltcup. In beiden Wettbewerben verpasste er aber die Punkteränge deutlich. Im Februar sicherte er sich als 27. in der Halfpipe bei der Olympia-Generalprobe in Sotschi seine ersten Weltcup-Punkte, wechselte aber in der Folge zurück in den Europacup. In Brand sicherte er sich zwei sehr gute Top-10-Platzierungen im Slopestyle.
Bei den Junioren-Weltmeisterschaften in Chiesa in Valmalenco wurde Gohl Neunter in der Halfpipe und 24. im Slopestyle. Im August 2013 gehörte er zum österreichischen Aufgebot für den Weltcup im neuseeländischen Cardrona, ging jedoch nicht an den Start. Am 3. Januar 2014 feierte Gohl in Calgary mit Platz zehn in der Halfpipe seine erste Top-10-Platzierung im Weltcup. Nach Rang 28. und weiteren Weltcup-Punkten in Breckenridge reiste er mit dem österreichischen Team zu den Olympischen Winterspielen 2014 in Sotschi. Im Halfpipe-Wettbewerb schied er im Vorlauf aus und belegte am Ende Rang 20.
In den Winter 2014/15 startete er mit einem Punktegewinn als 24. in Copper Mountain, obwohl er im Wettbewerb die Qualifikation zum Finale deutlich verpasste, an dem nur zehn Starter teilnahmen. Zu den Heim-Weltmeisterschaften 2015 am Kreischberg gehörte er zum österreichischen Aufgebot um Andreas Matt und erreichte Rang 16 in der Halfpipe. Bei den Österreichischen Meisterschaften im April verpasste er als Vierter des Halfpipe-Wettbewerbs nur knapp seine erste nationale Medaille. Seine dritte Weltcup-Saison hatte er kurz zuvor als 125. der Weltcup-Gesamtwertung abgeschlossen.